# Machanidas
Machanidas (grec : Μαχανίδας) était un tyran de Lacédémone vers la fin du IIIe siècle av. J.-C. Il fut exécuté lors de la bataille de Mantinée (207 av. J.-C.) par Philopœmen.